# 陈汉元 (制片人)
陈汉元（1936年—2021年12月20日），男，汉族，浙江乐清人，中国纪录片制片人、作词人，中国作家协会会员，曾任中国中央电视台副台长，中国视协纪录片学术委员会会长。他曾为《话说长江》撰稿，制片作品有《望长城》等，也写过广告词和歌词。

## 生平
1936年，陈汉元出生于浙江乐清农村，曾就读于上海华东师范大学，为学生会成员。1961年自上海华东师范大学中文系毕业，本来打算去四川教书，但在乐清老家收到学校通知，将他调往北京电视台（中央电视台的前身），当年便进电视台担任编辑，负责将合适的新华社、《人民日报》的稿件改成电视解说词。但他对这种没有创造性的工作感到厌倦。1966年他主创拍摄《收租院》，获得较大成功。
1986年，他成为电视台高级编辑，后来历任专题部、社教部、总编室主任、副总编、副台长。1988年他负责制片的《望长城》播出后，由于其主题不合适，陈汉元被调至中央党校学习，学习结束后被免去副台长之职。但随后又被中央电视台起用，成为总撰稿、中国电视剧制作中心副主任及其实际负责人，策划播出《北京人在纽约》《九一八大案纪实》《苍天在上》等，也策划了多部广告词，例如1993年制作的“孔府家酒，叫人想家”。收官之作是《雁荡山》纪录片的解说词。
晚年罹患帕金森综合征，进入养老院生活，2021年12月20日在北京去世。